# Герб Октябрьского района (Амурская область)
Герб Октябрьского района Амурской области — визуальный отличительно-опознавательный знак данного района.

## Описание герба
«В лазоревом (синем, голубом) поле между рассечёнными узкими краями щита, снаружи червлёными (красными), а внутри золотыми - два сообращённых серебряных зубчатых серпа с золотыми рукоятями, скрещённых рукоятями, верхний рукоятью вниз и вправо, нижний — вверх и вправо; во главе — три золотых осьмиконечных звезды в ряд».

## Обоснование символики
Герб языком символов и аллегорий показывает исторические, экономические и природные особенности Октябрьского района. 
История заселения района связана с сельскохозяйственным освоением области, которое началось во второй половине XIX столетия. Жители современного района продолжают занятия своих предков — основная отрасль местной экономики — сельское хозяйство. Об этом в гербе говорит изображение двух серпов. Золото — символ урожая, богатства, стабильности усиливает сельскохозяйственную символику герба. 
Сочетание золота и голубого цвета напоминает, что освоение Октябрьского района происходило в основной массе переселенцами с Украины из Екатеринославской губернии (позже Днепропетровская область).
Два перекрещенных серпа также напоминают своими очертаниями вензель Императрицы Екатерины II, в честь которой назван центр района — посёлок Екатеринославка.
Серебро — символ чистоты, совершенства и голубой цвет — символ водных просторов и чистого воздуха подчёркивает уникальность и своеобразность природы района.
Три звезды во главе герба аллегорически показывают принадлежность Октябрьского района к Амурской области.
Звёзды в геральдике — символ путеводности, стремления вперёд символизируют направленность района в будущее, способность его к дальнейшему развитию.
Красные полосы (столбы) свидетельствуют о богатой истории Октябрьского района, трудовых и ратных подвигах его жителей. Красный цвет - символ мужества, силы, труда, красоты. Столб — традиционный символ опоры и надёжности.
Герб утвержден решением Октябрьского районного Совета народных депутатов от 1 декабря 2005 года № 308/23
Герб внесен в Государственный геральдический регистр Российской Федерации под № 2096
Герб создан при участии Союза геральдистов России.